# Programa Estratégico de Desenvolvimento
O Programa Estratégico de Desenvolvimento (PED) foi um programa econômico para o triênio 1968-1970. Elaborado sob a supervisão do ministro do Planejamento Hélio Beltrão e implementado pelo ministro da Fazenda Antônio Delfim Neto, o plano procurava definir uma nova estratégia de desenvolvimento econômico e social para o país, apresentando como elementos fundamentais o programa de investimentos nas áreas consideradas estratégicas, a programação de instrumentos financeiros para a consecução das novas medidas e um conjunto de instrumentos de ação indireta sobre o setor privado.

## Histórico
Em junho de 1967, o presidente Costa e Silva recebeu o documento “Diretrizes do governo” que definia as diretrizes gerais e setoriais para a ação imediata e a mais longo prazo de política econômica e social. Em termos gerais, o documento tinha por objetivo estabelecer uma nova estratégia de desenvolvimento econômico e social simultaneamente à contenção da inflação, através do fortalecimento da empresa privada, da estabilização gradativa do comportamento dos preços, do aumento da responsabilidade do governo em relação a investimentos de infraestrutura, da expansão do emprego e do fortalecimento e ampliação do mercado interno. Com essas medidas, os novos dirigentes da política econômica do país procuravam reverter o processo de recessão em que se encontrava a economia nacional.

## O Plano
O ponto de partida do PED consistiu na apresentação de um diagnóstico do desenvolvimento da economia brasileira do imediato pós-guerra até 1967, sendo sobretudo investigadas as causas do colapso econômico ocorrido de 1961 a 1963 e as oscilações bruscas verificadas no produto industrial de 1964 a 1966. Entre as causas do colapso, foram salientadas não só as características do modelo de crescimento vigente até 1961, que não teria conduzido à criação de um mercado de massa, suficientemente amplo, capaz de manter o dinamismo da economia no momento em que o processo de substituição de importações entrou em arrefecimento, mas também a desordem político-social subsequente à renúncia do presidente Jânio Quadros e à posse de João Goulart.
A responsabilidade pelas oscilações estaria basicamente no processo de combate à inflação adotado pelo governo do marechal Humberto Castelo Branco (1964-1967), que pôs em prática uma política financeira que, buscando equilibrar a qualquer custo a Caixa do Tesouro, acabou por desequilibrar a das empresas, além de ter operado uma transferência maciça de recursos do setor privado para o setor público de ter elevado a carga tributária e também os custos financeiros e os preços dos bens e serviços produzidos pelas empresas do governo, de ter restringido o crédito, de ter promovido redistribuições bruscas de liquidez, de ter reduzido o poder aquisitivo dos assalariados e de ter realizado emissões maciças de Obrigações do Tesouro com correção monetária, dificultando ainda mais a obtenção de capital estrangeiro por parte das empresas.
A nova estratégia de desenvolvimento consistia na aceleração e auto-sustentação do desenvolvimento econômico através da “consolidação das indústrias básicas (indústria de bens de capital, siderurgia, metais não-ferrosos, indústria química e mineração de ferro) e reorganização das indústrias tradicionais: aumento da produtividade agrícola e modernização do sistema de abastecimento: fortalecimento da infraestrutura de energia, transportes e comunicações, fortalecimento da infraestrutura de energia, notadamente no tocante à educação e habitação”. O plano defendia que somente “a ação simultânea naquelas quatro áreas dinâmicas, com a ênfase adequada em cada uma, mobilizaria do lado da demanda e do lado da oferta os fatores indispensáveis a um crescimento do produto da ordem de 6% ao ano”.

## O PED e omilagre brasileiro
A nova estratégia de desenvolvimento econômico definida pelo PED articulou-se estreitamente ao ciclo expansivo da economia brasileira verificado no período 1968-1973 que ficou conhecido como “milagre brasileiro”, expressão inspirada nos modelos alemão, italiano e japonês do pós-guerra.
Segundo Paul Singer, “o boom iniciado em 1968 teve como causa básica uma política liberal de crédito que encontrou a economia, após vários anos de recessões, com baixa utilização da capacidade produtiva, taxas relativamente altas de desemprego e custo reduzido da mão-de-obra de pouca qualificação”. Esse ciclo expansivo baseava-se nos seguintes elementos, segundo o autor: “uma demanda interna por bens duráveis de consumo em expansão, graças à concentração da renda e a mecanismos financeiros que permitiriam a ampliação do crédito ao consumo: uma demanda externa em expansão graças à liberalização do comércio internacional e ao subsidiamento das exportações e forte injeção de recursos do exterior, que complementam a poupança interna e permitem eliminar focos inflacionários, graças a uma capacidade de importar tornada superelástica”.
Segundo Singer, a demanda por bens industriais naquele momento dirigiu-se predominantemente a determinados ramos da indústria que respondiam às necessidades de uma elite relativamente reduzida no interior de um acelerado processo de concentração da renda. No período 1968-1971, a indústria de material de transporte (na qual predomina a automobilística) cresceu 19,1% ao ano, a de material elétrico (na qual se inclui a de aparelhos eletrodomésticos) cresceu 13,9% ao ano, enquanto a indústria têxtil cresceu apenas 7,7% ao ano, a de produtos alimentares 7,5% ao ano e a de vestuário e calçados 6,8% ao ano. Os dados demonstravam assim como a produção de bens não-duráveis de consumo adquiridos por toda a população cresceu a um ritmo bem menor que a produção de bens duráveis de consumo. Segundo Singer, esses últimos, inclusive, haviam crescido em resposta a um forte aumento da demanda interna, enquanto os primeiros tiveram seu crescimento voltado para a exportação.
O endurecimento do regime militar a partir da decretação do Ato Institucional nº 5 (13/12/1968) favoreceu ainda mais a centralização financeira e tributária em curso, garantindo então a aplicação das novas diretrizes de política econômica.
Embora o ministro da Fazenda Delfim Netto afirmasse que a política do governo baseava-se em dois objetivos-chave que seriam o crescimento do produto nacional e sua melhor distribuição entre a população, a implantação do novo modelo significou na prática o aumento da desigualdade na distribuição social da renda no país. Derivou do período do “milagre” uma forte concentração da renda, que teve como contrapartida a compressão generalizada da remuneração da maioria dos assalariados, além do endividamento crescente do país frente ao crescimento do fluxo de capitais estrangeiros sob a forma de empréstimos e financiamentos.